# Médias dans la région autonome du Tibet
La région autonome du Tibet s'est dotée de médias et de moyens d'édition et de diffusion modernes, contrôlés par le régime communiste chinois.

## La presse écrite
En 2004, selon le centre de recherche tibétologique de Chine situé à Pékin, il y avait 10 journaux et 14 revues publiés en tibétain.
En 2008, selon le quotidien China Daily, il y avait 57 quotidiens et revues (respectivement 23 et 34) faisant l'objet d'une diffusion. Chacune des 7 villes et préfectures du Tibet avait un journal en tibétain et un journal en chinois. En 2007, la diffusion des journaux était de 55,5 millions d'exemplaires et celle des revues de 2,67 millions d'exemplaires.

## Le livre
En 2008, la région autonome avait 35 imprimeries équipées des dernières techniques d'impression, deux maisons d'édition pour le livre et deux autres pour l'audio-visuel. La région était couverte d'un réseau de 272 points de distribution et d'un centre de distribution pour le livre et la presse écrite, audio-visuelle et électronique.
À la date de 2007, 3 000 titres en langue tibétaine ont été publiés, dont 200 ont été primés, ainsi les quatre tantras médicaux, La médecine tibétaine (nouvelle édition), L'encyclopédie du Tibet.

## La télévision
Le Tibet culturel dispose de trois chaînes télévisées, une pour chacun des trois dialectes tibétains parlés. Lhassa et la Région autonome du Tibet possèdent une chaîne de télévision en langue tibétaine qui émet 24 heures sur 24 depuis le 1er octobre 2007. À sa création en 1999, elle n'émettait que 11 h par jour.
Il existe une deuxième chaîne en langue tibétaine au Qinghai, en dehors de la Région autonome.
Enfin, une troisième chaîne de télévision par satellite, destinée aux 2,4 millions de Tibétains parlant le dialecte khampa, a été inaugurée le 28 octobre 2009, à Chengdu, capitale de la province du Sichuan. Elle émet 6 h et demi par jour.
Selon le linguiste Jacques Leclerc, les télévisions et radios sont « des outils de propagande pour le Parti communiste chinois ». Les journalistes sont obligés d'appliquer « la politique de sinisation » du tibétain. Le dalaï-lama, les activités du gouvernement tibétain en exil, la liberté religieuse et les droits de l'homme sont interdits d'antenne. Enfin depuis 1990, « de nombreux journalistes ont été emprisonnés et torturés.
Selon l'écrivaine chinoise Woeser, la mise en place du projet « Tibet-Xinjiang », qualifié de « projet pour le bien-être du peuple », a notamment pour objectif de déployer des émetteurs de forte puissance permettant de créer « un rideau de fer infranchissable par les ondes ». Ainsi ce dispositif ne permet pas aux Tibétains de recevoir des « émissions de radio et de télévision » diffusées par des organisations internationales comme Radio Free Asia et Voice of America.

## Les médias électroniques
Il existe désormais, en tibétain, des plateformes informatiques, des navigateurs Web et des dictionnaires en ligne mandarin-tibétain-anglais. En 2007, une équipe d'informaticiens de l'Université du Tibet a développé la version en tibétain du logiciel Windows Office.
Un nombre croissant de sites en tibétain voient le jour sur l'Internet.
En 2007, il y avait une centaine de cybercafés à Lhassa. Nombre de jeunes Tibétains sont désormais des adeptes de l'Internet. Des cours d'enseignement professionnel à distance via l'Internet ont été mis sur pied par l'École financière du Tibet en liaison avec l'Université du peuple.
Fin 2010, la région autonome du Tibet comptait un total de 1,2 million d'abonnés à Internet, dont 90 % accédaient au réseau via leur téléphone mobile, et 10 % via les services de haut débit. Grâce au développement des logiciels en langue tibétaine, les habitants peuvent utiliser leur langue pour surfer sur Internet ou utiliser des applications informatiques
.
Depuis 2009, les téléphones portables au Tibet sont dotés de l'écriture tibétaine. En juin 2009, plus de 30 000 Tibétains de la région autonome utilisaient un téléphone mobile en langue tibétaine selon le ministère tibétain des communications,.
Le secrétaire du Parti communiste chinois du Tibet, Chen Quanguo, a renforcé le contrôle des moyens de communication et plus particulièrement sur les téléphones portables et Internet,.
Selon l'ONG Reporters sans frontières, courant août 2011, à la suite de l'auto-immolation d’un jeune moine, des cyberattaques contre les médias tibétains auraient été engagées par les autorités chinoises. En janvier 2012, différentes mesures ont été utilisées pour interdire la « couverture médiatique de la répression de mouvements de protestations. La désinformation a régné afin de cacher aux yeux du monde l’ampleur du soulèvement ». Coupures des connexions, durcissement du blocage et suppressions des informations concernant les troubles. Les plates-formes collaboratives ont été visées afin d’empêcher toute tentative de mobilisation par le web.